# Блох, Эжен
Эже́н Блох (фр. Eugène Bloch; 1878—1944) — французский физик, профессор Высшей школы естественных наук и преподаватель науки Парижского университета.

## Ранняя жизнь и образование
Эжен Блох родился 10 июня 1878 года в Сульс-О-Рене. Его отец, текстильный промышленник, продал свою эльзасскую фабрику и поселился в Париже, чтобы дать своим двум сыновьям, Леону и Эжену, французское образование. С 1897 по 1900 год Эжен обучался в Высшей школе естественных наук, где изучал физику у Жюля Виоля, Марселя Бриллюэна и Анри Абрахама, и на факультете наук Парижского университета, где он посещал курсы Габриэля Липпмана и Edmond Bouty и получил степень по физике и математическим наукам в 1899 году.
Он был студентом подготовительных курсов Физической лаборатории Высшей нормальной школы, где защитил докторскую диссертацию по философии в области физики ионизации фосфоресценции на факультете наук Парижского университета в 1904 году.

## Карьера и работы
Затем Эжен Блох поступил в среднюю школу, а в 1906 году стал профессором физики в специальном классе математики в средней школе Сент-Луиса в Париже, где преподавал одиннадцать лет. В дополнение к его преподавательской работе Блох также провел исследовательскую работу в лаборатории физики Высшей нормальной школы по фотоэлектрическому эффекту и спектроскопии.
В 1940 году Эжен Блох был уволен с должности профессора после введения антисемитских законов режимом Виши и вынужден был покинуть Высшую нормальную школу. Жорж Брюа последовал за ним. Он тайно пробрался в «свободную зону» и нашёл убежище в лаборатории Лионского университета, которая была образована в 1941 году приказом миссии Национального центра научных исследований. Когда немецкая армия вторглась в «свободную зону» в 1942 году, Блох попытался бежать в Швейцарию, но не нашел возможности, и он находит убежище под фальшивой личностью в горах Савойи. Гестапо обнаружило и арестовало его в Альваре 24 января 1944 года. Он был депортирован со станции Бобиньи Конвоем № 69 от 7 марта 1944 года в «Освенцим», где пропал без вести.

## Исследования
В 1908 году Блох завершил свои исследования, которыми он занимался после своего тезиса, и посвятил себя исследованиям светоэлектрического эффекта (обнаруженного Герцем в 1887 году, а затем изученного Ленардом около 1902 года). В отличие от Ленарда, Блох понимал важность различения различных цветов или длин волн света вместо использования белого света. Его эксперименты помогли понять интерпретацию, данную Эйнштейном в 1905 году.
В 1925 году он разработал первый спектрограф с вогнутой, отражающей и вакуумной сетью, построенный во Франции, что позволило работать в ультрафиолетовой области очень далеко, получая волны до 20 нанометров. Таблицы длин волн, установленные с этим аппаратом на тридцать химических элементах и их различно заряженных ионах, все еще оказывают услугу.

## Публикации
- Теория цивилизации, редактор Арман Колин, 1921.
- Феномены Термоионики, Журнал мускулатуры, 1921.
- Законодательство о регистрации ФБО, 1921 год.
- древняя и новая теория квантом, редактор Герман, 1930.